# Otto Struve
Otto Struve (12 d'agost de 1897, Khàrkiv, Ucraïna - 6 d'abril de 1963, Berkeley, Estats Units) va ser un astrònom nord-americà d'origen ucraïnès.
Era el besnet de Friedrich Georg Wilhelm von Struve, va deixar els seus estudis per servir en l'exèrcit rus durant la Primera Guerra Mundial abans d'emigrar als Estats Units. Sent part del personal de l'Observatori Yerkes, va fer importants contribucions a l'espectroscòpia i astrofísica estel·lar, notablement amb el descobriment de l'extensa distribució d'hidrogen i altres elements a l'espai.
Va treballar com a director de l'Observatori Yerkes (a inicis de 1932) i després a l'Observatori McDonald de Texas, el qual va organitzar. Després va impartir classes a la Universitat de Chicago (a principis de 1947) i a la Universitat de Califòrnia a Berkeley, més tard va dirigir l'Observatori de Radioastronomia Nacional de Green Bank, Virgínia de l'Oest (1959–1962). Va ser un prolífic escriptor, va publicar prop de 700 articles i diversos llibres.

## Asteroides descoberts

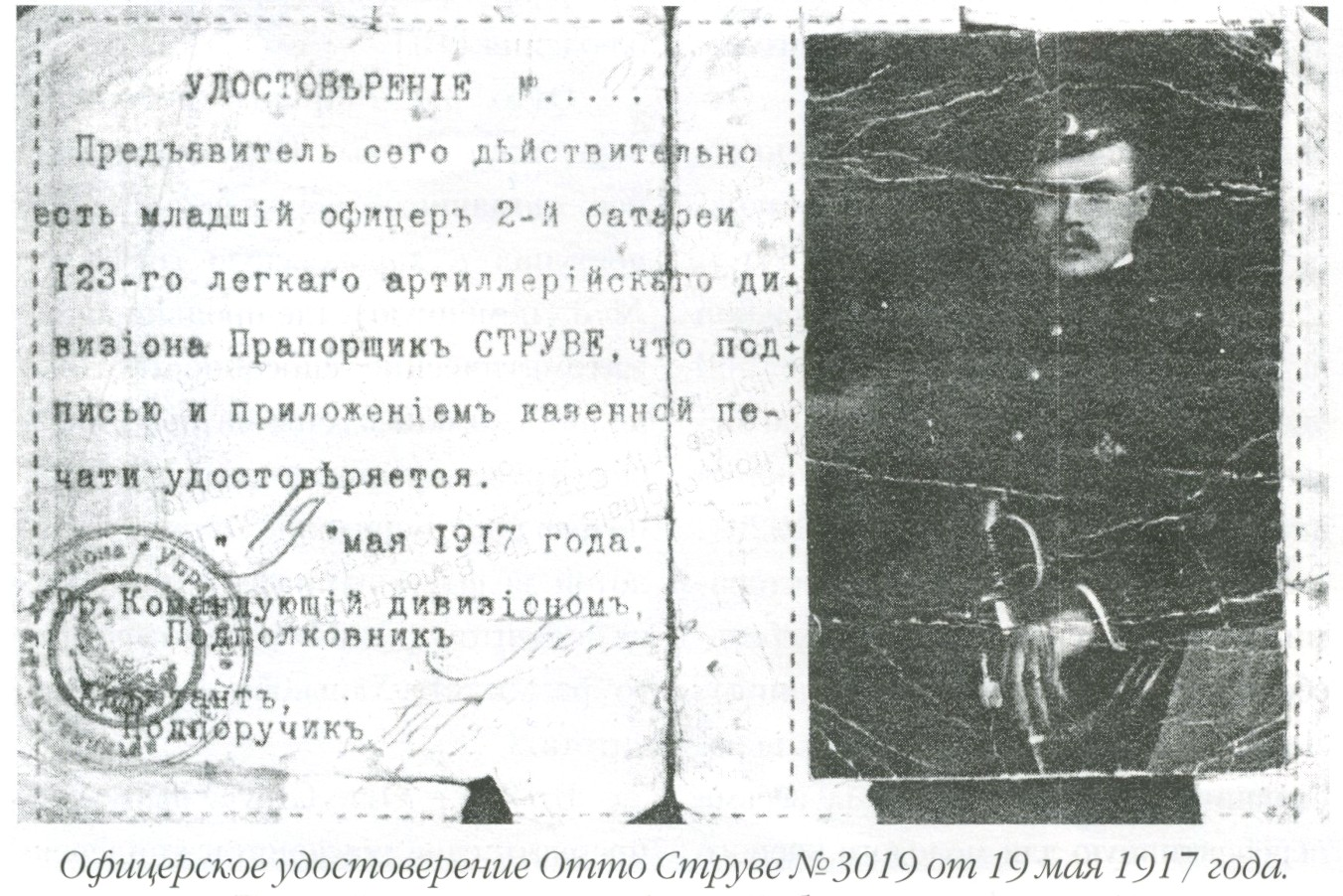
Identificació d'Otto Struve.

| (991) McDonalda | 24 d'octubre de 1922   |
| (992) Swasey    | 14 de novembre de 1922 |